# Gran Mezquita de Samarra
La Gran Mezquita de Samarra (en árabe: جامع سامراء الكبير‎, المسجد الجامع في سامراء o مسجد سامراء الكبير) es una mezquita aljama del siglo IX situada en Samarra, Irak. Fue encargada en 848 y se completó en 851 durante el gobierno del califa abasí Al-Mutawakkil, quien reinó en Samarra desde 847 hasta 861. Se ubica dentro de las 15,058 hectáreas de la '«Ciudad arqueológica de Samarra» inscrita en la lista de Patrimonio de la Humanidad en peligro por la UNESCO en 2007.

## Historia
Erigida entre los años 848 y 851 la Gran Mezquita de Samarra fue por un tiempo la mezquita más grande del mundo. El califa al-Mutawakkil fue gran amante de la arquitectura, así que su gobierno tuvo un gran efecto en la apariencia de la ciudad, pues mandó construir esta mezquita y muchos otros palacios en todo Samarra. La nueva Mezquita, con su minarete espiral, formaba parte de la extensión de la ciudad hacia el este, hacia el antiguo parque de caza; su minarete espiral fue considerado como una síntesis entre la torre-minarete islámica y el zigurat mesopotámico.

La mezquita fue destruida en el año 656 AH (1278 EC) tras la invasión de los mongoles de Hulagu Khan . Sólo siguen en pie el muro exterior y el minarete.
«La gran mezquita de Samarra se construyó durante el califato de al-Mutawakkil. Es la mezquita más grande del mundo. Construida íntegramente de ladrillos dentro de una pared flanqueada con torres, tiene un minarete de 55 m de altura con una rampa espiral que recuerda los zigurats de Mesopotamia».

Henri Stierlin, Comprende l'Architecture universelle 2, pág. 347
El 1 de abril de 2005, la cima del minarete Malwiya resultó dañada por una bomba. Supuestamente, los insurgentes atacaron la torre porque las tropas estadounidenses la estaban usando como puesto de observación. Sin embargo, según Tony Blair en su testimonio de investigación a Irak del 21 de enero de 2011, los insurgentes habían atacado la mezquita para incitar a la violencia entre suníes y chiitas y desestabilizar el país. La explosión arrancó ladrillos de la cima del minarete y de su rampa espiral.
El 29 de abril de 2015 representantes de la UNESCO y los diplomáticos iraquíes Ahmed Abdulá Abed Abed y Ammar Himmeit Abdulhasan firmaron un acuerdo con el fin proteger la «Ciudad Arqueológica de Samarra» de la amenaza extremista, así como impulsar la restauración de la Gran Mezquita y del minarete de Al-Malwiyah.

## Diseño arquitectónico
Aunque en la actualidad se conserva poco de la estructura original, se cree que la mezquita constaba de una gran área rectangular de 240 metros de largo y 156 de ancho rodeada por un muro sostenido por 44 pilares semicirculares orientados hacia el exterior. En su interior, rodeando al sahn,  se hallan numerosas columnas dispuestas cerca de los muros norte, este, oeste y sur en filas de 3, 4, 4 y 9  hacia el interior, respectivamente, que separaban el haram (sala de oración orientada hacia La Meca) en 25 pasillos o naves perpendiculares al muro qibla (sur); asimismo, formaban los riwaqs que sostenían un techo, el cual no se conserva. Tenía 16 entradas y 28 ventanas, 24 de las cuales se hallaban en la cara sur, cada una en dirección a cada pasillo de la sala de oración, excepto en el mihrab.
A unos 27 metros de la cara norte de la sala principal se encuentra el minarete de la mezquita, Al-Malwiyah, un gran cono con una rampa espiral de 52 metros de altura y 33 m de anchura  que se apoya sobre una base cuadrada de 33 metros de lado y casi 3 metros de altura, a la que se accede por una rampa que se continúa desde la puerta central del muro norte de la mezquita.

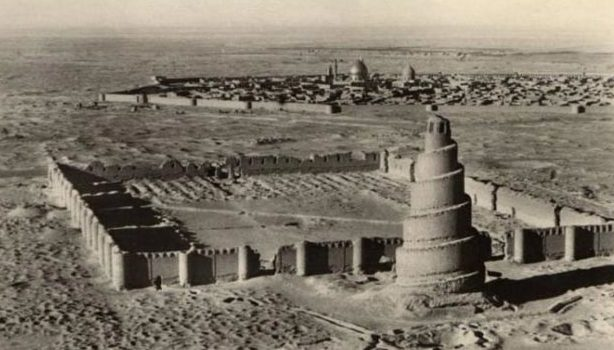
Vista aérea de la Mezquita de Samarra

El arte y la arquitectura de la mezquita tuvieron mucha influencia; las tallas de estuco de la mezquita con diseños florales y geométricos representan la decoración islámica temprana. 
El diseño de la Mezquita de Ibn Tulun en El Cairo (Egipto) se inspiró en la mezquita de Samarra en muchos aspectos.